# Laurent Boudouani
Laurent Boudouani, né le 29 décembre 1966 à Sallanches, est un boxeur français originaire des pays de Savoie. Il fut champion du monde WBA des super-welters. Il décrocha le titre par KO à la cinquième reprise lors d'un combat contre l’Argentin Julio César Vásquez, organisé au Cannet dans les Alpes-Maritimes.

## Présentation
Laurent Boudouani est formé au Mont Blanc Boxe de Sallanches. comité régional Dauphiné-Savoie.
Laurent Boudouani a été un des représentants importants de la boxe en France : aisance technique, vitesse d’exécution et punch.Il a été vice-champion olympique des welters à Séoul en s'inclinant en finale contre le kényan Robert Wangila, après avoir battu en demi-finale, 4 points à 1, l'américain Kenneth Gould.
Son palmarès, chez les professionnels, est de 38 victoires (dont 32 par KO), 3 défaites et 1 match nul. Boudouani a notamment battu Guillermo Jones, Terry Norris, Carl Daniels à Las Vegas le 29 mars 1997, Julio César Vásquez et Javier Castillejo.